# Manuel Kiper
Manuel Kiper (* 24. Mai 1949 in Berlin; † 14. August 2022) war ein deutscher Biologe und Politiker (Bündnis 90/Die Grünen).

## Ausbildung und Beruf
Kiper studierte Chemie, Biologie, Pädagogik und Philosophie an der Universität Hannover und promovierte 1977 über die DNA-Sequenzorganisation im Genom von Petroselinum sativum.
Er war ab 1991 Berater mit den Schwerpunkten Arbeitsschutz, Gesundheitsschutz und Informationstechnik bei der zum ver.di-Bildungswerk gehörenden BTQ Niedersachsen.
Kiper war verheiratet mit der Lehrerin Angelika Kiper; sie hatten gemeinsam zwei Töchter, die jüngere von beiden ist die Schauspielerin Nele Kiper.

## Partei
Kiper trat 1977 in die Grüne Liste Umweltschutz ein und wurde 1978 deren Kreisvorsitzender in Hannover, 1980 Kreisvorsitzender der Grünen. Er war 1984 bis 1987 Landesgeschäftsführer und 1992 bis 1994 Beisitzer im Landesvorstand der niedersächsischen Grünen.

### Abgeordneter
Kiper war 1994 bis 1998 Mitglied des Deutschen Bundestages. Er war forschungspolitischer Sprecher der Grünen-Fraktion und gehörte den Ausschüssen für Post und Telekommunikation sowie für Bildung, Wissenschaft, Forschung, Technologie und Technikfolgenabschätzung an.
Er galt als der wichtigste Internet-Politiker der Grünen, für die er sich gegen Beschränkungen kryptographischer Verfahren und gegen Vorschriften zur Telekommunikationsüberwachung im Informations- und Kommunikationsdienste-Gesetz einsetzte.
Infolge der Kandidatur von Jürgen Trittin wurde Kiper zur Bundestagswahl 1998 von den niedersächsischen Grünen nur noch auf dem sechsten Listenplatz aufgestellt, der nicht für den Bundestagseinzug ausreichte.